# Doliocarpus magnificus
Doliocarpus magnificus Sleumer – gatunek rośliny z rodziny ukęślowatych (Dilleniaceae Salisb.). Występuje naturalnie w Peru, Boliwii oraz Brazylii (w stanach Acre i Amazonas). 

## Morfologia
PokrójZimozielone i zdrewniałe liany.
LiścieIch blaszka liściowa ma podłużnie odwrotnie jajowaty kształt. Mierzy 8–11 cm długości oraz 2,5–3,5 cm szerokości, jest piłkowana na brzegu, ma klinową nasadę i ostry lub spiczasty wierzchołek. Ogonek liściowy jest owłosiony i osiąga 10 mm długości.
KwiatyZebrane w pęczki, rozwijają się w kątach pędów. Działki kielicha mają odwrotnie jajowaty kształt i mierzą do 12 mm długości. Płatki mają odwrotnie jajowaty kształt i dorastają do 20 mm długości.